# Walter Reder
Walter Reder (Freiwaldau, 4 febbraio 1915 – Vienna, 26 aprile 1991) è stato un ufficiale e criminale di guerra tedesco operante nelle Waffen-SS durante la seconda guerra mondiale, condannato per diversi crimini di guerra, tra i quali quelli conosciuti come la strage di Marzabotto e l'eccidio di Vinca.

## Biografia
Walter Reder nacque a Freiwaldau in Boemia, nell'allora Austria-Ungheria, nel 1915. La sua famiglia si trasferì a Vienna e successivamente a Linz. Si arruolò nelle SS nel 1934. Frequentò la scuola allievi ufficiali SS-Junkerschule di Braunschweig dalla quale uscì nell'aprile del 1936 con il grado di sottotenente. Nel marzo del 1938 aveva partecipato, come comandante di plotone, all'annessione dell'Austria; nel gennaio successivo venne promosso a tenente. Nel marzo dello stesso anno partecipò all'occupazione della Cecoslovacchia; nell'aprile del 1939 venne nominato comandante di compagnia, il più giovane del suo reggimento.

### Seconda guerra mondiale
Passato quindi al comando dello stato maggiore della sua divisione a Berlino, nell'imminenza della campagna di Francia riuscì a rientrare nelle truppe combattenti come secondo aiutante dello stato maggiore della divisione "Totenkopf". Decorato con la croce di ferro di seconda classe nel maggio del 1940, nel luglio successivo fu destinato allo stato maggiore della divisione, posto al quale rinunciò quando, durante un corso per ufficiali di stato maggiore a Berlino, apprese nell'aprile del 1941 dell’imminente campagna di Russia. Si mobilitò immediatamente per tornare al suo vecchio 1º Reggimento motorizzato, al comando di una compagnia, poiché era sua volontà «poter comandare personalmente gli uomini nella battaglia e non dalla scrivania di uno Stato Maggiore».
Partecipò all'operazione Barbarossa, combattendo, dunque, in Lituania, Lettonia e nella Russia nord-occidentale. Fu decorato con la croce di ferro di prima classe, promosso capitano il 1º settembre 1941, fu ferito al collo da un cecchino con conseguente paralisi della mano sinistra, nominato comandante di battaglione motorizzato di fanteria nel luglio del 1942, decorato con croce tedesca in oro. Nel novembre-dicembre del 1942, partecipò a un corso per comandanti di battaglione delle truppe corazzate (Berlino-Parigi), e quindi nel febbraio del 1943 fu inviato in Ucraina come comandante di battaglione corazzato della "Totenkopf".
Nel mese successivo partecipò alla battaglia di Kharkov, dove si distinse per i successi tattici ottenuti dal battaglione da lui comandato, ottenendo l'ennesima decorazione, la croce di cavaliere. Venne ferito gravemente una seconda volta e fu costretto a subire l'amputazione dell'avambraccio sinistro. Fu operato varie volte a Vienna. Chiese quindi di tornare al fronte, ottenendo il comando del battaglione esplorante della 16. SS-Panzergrenadier-Division "Reichsführer-SS" nel dicembre del 1943. Nel gennaio del 1944 fu promosso maggiore. Nel maggio 1944 il reparto fu trasferito in Italia, dove aveva partecipato alla ritirata tedesca difendendo il tratto costiero da Grosseto a Cecina. Attestandosi a luglio sul fronte dell'Arno, da Pisa fino alla foce del fiume. Da agosto nel settore di Pietrasanta e successivamente a Carrara. 

Fu proprio nella zona delle Alpi Apuane che Reder, alla testa dei suoi uomini della "Reichsführer-SS" e supportato dalle truppe della RSI, compì una serie di aberranti stragi contro la popolazione civile, come l'eccidio di San Terenzo Monti (159 morti), l'eccidio di Vinca (oltre 170 morti) e l'eccidio di Bergiola Foscalina (70 morti).

### La strage di Marzabotto
Tra il 29 settembre e il 18 ottobre 1944 fu incaricato di occuparsi dell'operazioni di antiguerriglia contro la minaccia dei partigiani nelle zone vicine al fronte, quindi particolarmente suscettibili alle azioni di sabotaggio compiute dalle formazioni partigiane. La tattica della terra bruciata fu causa dei massacri di civili a Monte Sole (eccidi noti anche come la strage di Marzabotto) e zone limitrofe, tra cui Bardine San Terenzo, Regnano, Valla e Vinca, dove persero la vita 960 civili italiani, uomini, donne e bambini.

## Il dopoguerra
(Piero Stellacci, Pubblico Ministero al processo contro Reder)
Dopo la resa tedesca, Reder, che era riuscito a raggiungere la Baviera, fu catturato dagli statunitensi; venne estradato in Italia, nel maggio del 1948, con l'accusa di aver commesso crimini di guerra. Il 31 ottobre 1951 fu giudicato colpevole e condannato all'ergastolo dal Tribunale militare di Bologna, da scontare nel carcere di Gaeta, sentenza confermata nel marzo 1954 dal Tribunale supremo militare.  Nel 1967 Reder si appellò al sindaco di Marzabotto per ottenere il perdono dei sopravvissuti e ottenere la libertà. La piccola comunità si espresse tramite un piccolo referendum popolare con 282 voti contrari alla liberazione e soltanto 4 a favore.
Nel luglio 1980 il tribunale militare di Bari gli concede la libertà condizionale, con cinque anni di internamento nel carcere di Gaeta con lo status di prigioniero di guerra, poiché "la criminalità di Reder - recitava l'ordinanza che lo definiva anche "valoroso combattente in guerra" - va ritenuta occasionale e contingente perché è collegata al fattore scatenante la guerra e quindi al particolare stato d'animo dell'ex maggiore". Nel dicembre 1984 Reder, in una lettera inviata agli abitanti del paese emiliano, espresse un profondo rammarico e pentimento per il suo gesto.
Il 24 gennaio 1985 l'esecutivo Craxi, indifferente alle proteste dei familiari delle vittime e a quelle delle associazioni partigiane, si servì della «prevista possibilità» di scarcerazione anticipata prevista dalla sentenza del 1980 e ne decise la liberazione e il rimpatrio in Austria su un aereo messo a disposizione dal governo italiano con sei mesi di anticipo sulla data prevista per la fine dell'internamento. Nel gennaio 1986, in un comunicato al settimanale austriaco Die ganze Woche, Reder dichiarava "Non ho bisogno di giustificarmi di niente" e ritrattava la richiesta di perdono avanzata nel 1967 agli abitanti di Marzabotto, attribuendone l'iniziativa al suo difensore. Morì a Vienna nel 1991.